# Шевальов Володимир Євгенович
Володимир Євгенович Шевальов (14 (27) вересня 1910, Одеса — 19 березня 1978, Київ) — український радянський офтальмолог, доктор медичних наук (з 1958 року), професор (з 1960 року).

## Біографія
Народився 14 (27 вересня) 1910 року в Одесі в родині Є. О. Шевальова — відомого психіатра.
У 1931 році закінчив лікувально-профілактичний факультет Одеського медичного інституту. Після чого працював лікарем на суднах далекого плавання. В тому ж році, під керівництвом В. П. Філатова, почав спеціалізуватися на офтальмології, працюючи лікарем-інтерном у клініці очних хвороб Одеського медичного інституту. Після організації Українського експериментального інституту очних хвороб працював завідувачем експериментальної лабораторії Інституту.
У 1938 році захистив кандидатську дисертацію: «Експериментальні дослідження про вплив м'язової діяльності і втоми на внутрішньоочний тиск».
У 1938–1939 роках керував спеціальними загонами офтальмологів по боротьбі з трахомою в Туркменській РСР. Під час німецько-радянської війни був начальником хірургічного госпіталю на базі Українського інституту очних хвороб. Потім був переведений в Севастополь, де очолив групу очної хірургії 25-ї Чапаєвської дивізії і одночасно виконував функції головного офтальмолога Приморської армії. В період тимчасової окупації міста був лікарем підпільної комуністичної організації Севастополя. З 1944 по 1945 рік працював начальником санітарного відділу частини НКВС.
Після закінчення війни повернувся в Український Інститут очних хвороб імені акад. В. П. Філатова, де керував трахоматозним, а потім загальноклінічним відділенням. У 1958 році захистив докторську дисертацію: «Рубцевий ксероз і його лікування шляхом заміни відсутньої сльози слиною».
З 1964 року працював завідувачем кафедрою очних хвороб Київського інституту удосконалення лікарів. На базі клінічної лікарні № 6 («Медмістечко») ним була організована друга клініка очних хвороб Київського інституту удосконалення лікарів, оснащена новітньою медичною технікою. З 1965 по 1978 рік був Головним офтальмологом Міністерства охорони здоров'я УРСР.

Могила Володимира Шевальова

Помер в Києві 19 березня 1978 року. Похований в Києві на Байковому кладовищі (ділянка № 1).

## Наукова і громадська діяльність
Опублікував близько 100 наукових праць, видав три монографії:
- «Рубцевий ксероз очі» (Київ 1959);
- «Оперативне лікування ксероза» (США 1962);
- «Оперативне лікування відшарування сітківки» (Москва 1965).

За його участю створено кілька науково-популярних і навчальних кінофільмів. Під його керівництвом виконано понад 50 кандидатських і докторських дисертацій, створено апарат для кріохірургії ока.
Був членом правління Республіканського і головою Київського обласного наукових товариств офтальмологів, членом редколегії «Офтальмологічного журналу», членом редакційної ради журналу «Вісник офтальмології».

## Нагороди
- Ордени Червоного Прапора, Трудового Червоного Прапора
- Медалі
- Звання «Заслужений діяч науки УРСР»